# 85400 Shiratakachu
85400 Shiratakachu este un asteroid din centura principală de asteroizi.

## Descriere
85400 Shiratakachu este un asteroid din centura principală de asteroizi. A fost descoperit pe 08 octombrie 1996 la Nanyo de Tomimaru Okuni. Asteroidul prezintă o orbită caracterizată de o semiaxă mare de 2,57 ua, o excentricitate de 0,21 și o înclinație de 0,8° în raport cu ecliptica.